# Fjodor Michailowitsch Smolow
Fjodor Michailowitsch Smolow (russisch Фёдор Михайлович Смолов, englisch Fyodor Mikhailovich Smolov, fälschlicherweise auch Fedor Smolov; * 9. Februar 1990 in Saratow, Russische SFSR, UdSSR) ist ein russischer Fußballspieler.

## Karriere
Der Stürmer spielte von 2007 bis 2015 für den FK Dynamo Moskau, wurde in dieser Zeit allerdings mehrfach verliehen. 2015 wurde er vom Ligarivalen FK Krasnodar verpflichtet. Nach drei Jahren dort und ganzen 53 Toren in 75 Spielen verpflichtete ihn Lokomotive Moskau, wo er bis zu seiner Leihe zu Celta Vigo neun Tore in 36 Spielen machte. In Vigo kam er schnell zurecht und stand des Öfteren in der Startelf, die Leihe wurde aber nach einem halben Jahr beendet. Anfang 2022 wechselte erneut zu Dynamo Moskau. 

## Nationalmannschaft
Smolow gab sein Debüt in der russischen Nationalmannschaft am 14. November 2012 gegen die USA, das mit 2:2 unentschieden ausging. Dabei erzielte er seinen ersten Treffer.
Bei der Fußball-Europameisterschaft 2016 in Frankreich wurde er in den „endgültigen“ Kader der Russischen Nationalmannschaft nominiert. In allen drei Gruppenspielen stand er in der Startelf. Danach schied das Team mit nur einem Punkt aus den drei Partien aus.
2018 ist er Teil der russischen Mannschaft bei der Weltmeisterschaft 2018 im eigenen Land. Er erreichte das Viertelfinale mit seinem Team, schied jedoch im Elfmeterschießen gegen Kroatien aus, nachdem er den ersten Elfmeter seiner Mannschaft verschoss.

## Auszeichnungen
- Torschützenkönig der Premjer-Liga: 2015/16, 2016/17
- Fußballer des Jahres in Russland: 2016–2018 (Sport-Express), 2016 (Futbol)

## Trivia
Am 24. Februar 2022 protestierte er mit einer Nachricht auf Instagram gegen den russischen Überfall auf die Ukraine: Zu einem rein schwarzen Bild schrieb er Нет войне!!! Njet woine!!! („Nein zum Krieg!!!“), gefolgt von den Emojis für ein gebrochenes Herz und der ukrainischen Flagge.

## Referenz
1. ↑  Fedor Smolov Instagram post Нет войне!!!💔🇺🇦. 24. Februar 2022, abgerufen am 24. Februar 2022.

| Personendaten    | Personendaten                                                  |
| ---------------- | -------------------------------------------------------------- |
| NAME             | Smolow, Fjodor Michailowitsch                                  |
| ALTERNATIVNAMEN  | Смолов, Фёдор Михайлович (russisch); Smolov, Fyodor (englisch) |
| KURZBESCHREIBUNG | russischer Fußballspieler                                      |
| GEBURTSDATUM     | 9. Februar 1990                                                |
| GEBURTSORT       | Saratow, Russische SFSR, UdSSR                                 |